# Лебедево (Молодечненски район)
Лебедево (на беларуски: Лебедзева, на руски: Лебедево) е село в Беларус, разположено в Молодечненски район, Минска област. Населението на селото през 1997 година е 1172 души.
|  | Тази страница частично или изцяло представлява превод на страницата „Лебедево (Молодечненский район)“ в Уикипедия на руски. Оригиналният текст, както и този превод, са защитени от Лиценза „Криейтив Комънс – Признание – Споделяне на споделеното“, а за съдържание, създадено преди юни 2009 година – от Лиценза за свободна документация на ГНУ. Прегледайте историята на редакциите на оригиналната страница, както и на преводната страница, за да видите списъка на съавторите. ВАЖНО: Този шаблон се отнася единствено до авторските права върху съдържанието на статията. Добавянето му не отменя изискването да се посочват конкретни източници на твърденията, които да бъдат благонадеждни. |